# スター・ウォーズ×マンガ
スター・ウォーズ×マンガは、『スター・ウォーズシリーズ』を題材とした漫画短編集。全て日本人の漫画家によって描かれ、ストーリーは外伝的な内容となっている。【黒】と【銀】の全2巻が、2005年に出版された。

## 収録作品
スター・ウォーズ×マンガ【黒】
- 髙橋ツトムと麻宮騎亜によるポスター
- 完全★超悪1（ヒロモト森一）
- TANTIVE IV（ほるまりん）
- EVIL EYES（NAO）
- Dear Anakin（フリフリカンパニー）

スター・ウォーズ×マンガ【銀】
- 開田裕治と麻宮騎亜によるポスター
- 完全★超悪2（ヒロモト森一）
- OH!! JAWA JAWA（有賀ヒトシ）
- STAR WARS -phantasmagoria-（上田バロン）
- Vader vs. R2&3PO（中塚真）
- DARK JEDI（韮沢靖）

### 完全★超悪
ヤヴィンの戦いの直後の出来事。ダース・ベイダーはかつて自身が滅ぼした惑星シュマリの生き残りであるタオを弟子にしていた。修行でヴェイダーは自分を憎んで強くなるように指導するが、タオにはできなかった。

### TANTIVE IV
エピソード4の冒頭の1時間ほど前の出来事。レイア・オーガナ元老院議員を捕らえるため、ダース・ベイダー率いる帝国軍はタンティヴIVを捕縛した。だが、そこに乗っていたのではレイアではなくグンガンだった。

### EVIL EYES
エピソード3の冒頭頃に起こった出来事。クローン大戦の最中、グリーヴァス将軍率いる艦隊がコルサントに襲来していた。ジェダイのパダワンのイグニは言いつけを守らずジェダイ聖堂を飛び出し、ゾーイ、ゼアミらを連れて戦いに参加したが、敵の攻撃で二人は負傷してしまう。

### Dear Anakin
タトゥイーンに住むアナキンの親友キットスター・バナイによる、アナキンに宛てた手紙。

### OH!! JAWA JAWA
ドジで仕事が出来ず、仲間からも馬鹿にされるジャワが居た。ある日ジャワたちは帝国軍に撃墜されたXウイングを手に入れる。そこでドジなジャワはXウイングを修理するが…。

### STAR WARS -phantasmagoria-
エピソード6でのパルパティーンとの戦いにおけるベイダーの心情を描く。

### Vader vs. R2&3PO
帝国軍に捕らえられたR2-D2とC-3PO。ベイダーはR2-D2を弟子にしようとする。

### DARK JEDI
グリーヴァスはライトセーバーを奪ったダーク・ジェダイを追って酸の惑星DICAへと向かう。

## 書誌情報
発行：株式会社TOKYOPOP、発売：インプレスコミュニケーションズ
- スター・ウォーズ×マンガ【黒】 ISBN 978-4844370185
- スター・ウォーズ×マンガ【銀】 ISBN 978-4844370192